# Альдеануева-де-Фігероа
Альдеануева-де-Фігероа (ісп. Aldeanueva de Figueroa) — муніципалітет в Іспанії, у складі автономної спільноти Кастилія-і-Леон, у провінції Саламанка. Населення — 246 особи (2021).
Муніципалітет розташований на відстані близько 170 км на північний захід від Мадрида, 23 км на північний схід від Саламанки.
На території муніципалітету розташовані такі населені пункти: (дані про населення за 2010 рік)
- Альдеануева-де-Фігероа: 293 особи
- Кабеса-Барахас: 0 осіб
- Лагунас-Рубіас: 0 осіб
- Тарагудо: 0 осіб

## Демографія
Динаміка населення (INE ):